# Rolf Arndt
Rolf Arndt (* 19. September 1930 in Köln) ist ein deutscher Schauspieler und Bühnenregisseur.

## Leben
Arndt hatte zu Beginn der 1950er Jahre in Düsseldorf Unterricht an der Schauspielschule bei Gustaf Gründgens erhalten. Es folgten Engagements an Theatern in Köln, Bad Godesberg, Bonn, Düsseldorf, Innsbruck, Basel, Saarbrücken und Schwäbisch Hall. Gelegentlich, wie in Saarbrücken, konnte er auch Stücke inszenieren.
Mit Beginn der 1960er Jahre begann der korpulente Arndt auch regelmäßig in Fernsehspielen mitzuwirken. Auftritte in Kinofilmen blieben hingegen die Ausnahme. Seine erste wichtige TV-Rolle wurde 1966 die des Mafia-Paten Don Calogero Vizzini in dem Fernsehzweiteiler Mafia – Die ehrenwerte Gesellschaft. Schlagartig bekannt machte ihn 1970 die Rolle des beleibten Musketiers Porthos in der international produzierten Verfilmung des Dumas-Klassikers Die drei Musketiere unter dem Titel D’Artagnan. Im Jahr darauf wirkte er auch in dem dreiteiligen Durbridge-Krimi Das Messer mit. Wenig später, nach gerade zehn Jahren, beendete Arndt seine Fernsehpräsenz weitgehend.
Anschließend unternahm der Freiberufler Arndt vor allem Gastspielreisen im Rahmen von Tourneebühnen, u. a. mit Elisabeth Flickenschildt in Der Wald (Ostrowski). In der Spielzeit 1981/82, als er gerade am Theater in Lübeck engagiert gewesen war, kehrte er noch einmal für eine kleine Rolle vor die Kamera zurück. Danach verschwand er weitgehend aus dem Blickfeld der Öffentlichkeit.

## Filmografie (Fernsehen)
- 1963: Kein Krieg für Amédée
- 1964: Die fünfte Kolonne (eine Folge der Reihe)
- 1964: Kommissar Freytag (eine Folge der Reihe)
- 1964: Maibritt, das Mädchen von den Inseln (Kinofilm)
- 1964: Die ehrbare Dame
- 1965: Die Banditen vom Rio Grande (Kinofilm)
- 1965: Nora oder Ein Puppenheim
- 1966: Der Ritter vom Mirakel
- 1966: Mafia – Die ehrenwerte Gesellschaft
- 1968: Jet Generation
- 1969: D’Artagnan (Vierteiler)
- 1970: Das Mädchen meiner Träume
- 1970: Die Journalistin (eine Folge der TV-Serie)
- 1971: Das Messer (Krimidreiteiler nach Francis Durbridge)
- 1973: Der Teufelsschüler
- 1973: Okay S.I.R.: Der Trick
- 1982: Ich werde warten